# 5-cm KwK 38
Le  5-cm KampfWagenKanone  38 (KwK  signifiant « Canon pour véhicule de combat ») est un canon utilisé pendant la Seconde Guerre mondiale par la Wehrmacht. Il était l'armement principal des chars moyens SdKfz.141 Panzerkampfwagen III de la version F (Aus.F) à  G pour remplacer l'ancien calibre standard de 3,7 cm. Ce canon fut aussi largement utilisé sur le mur de l'Atlantique dans sa reconversion sur affut fixe pivotant   Ringstand, ou en Panzerstellung (Tourelle de char posée sur une casemate de type Toubrouk ) .

## Conception et développement
À partir de 1925, la Wehrmacht émis le souhait de remplacer son calibre standard de 37 mm pour ses pièces antichar par un calibre 50 mm. Ainsi Rheinmetall, travailla sur le projet du remplaçant de son canon antichar 3,7-cm Pak 36 désigné 5-cm Pak 38. Les premières pièces arrivèrent trop tard pour la campagne de France mais furent par la suite largement utilisées sur le front russe à partir d'avril 1941. 
Le 5-cm Kwk 38 suivit un développement similaire et  était destiné à équiper le char moyen en dotation à cette période, le SdKfz.141 Panzerkampfwagen III. Initialement conçut en 1935, les premières versions du Panzer III étaient équipées du canon 3,7-cm KwK 36. À partir de 1939, le développement en cours du Pak 38 permit d'équiper les Panzers III  Ausf.F (version F) avec le canon 5-cm Kwk 38 offrant une meilleure vitesse initiale et un pouvoir de pénétration accru, mais arriva trop tard pour la Bataille de France. Le Kwk 38 était un tiers plus court que son successeur, le KwK 39 (L/42 au lieu de L/60). 
Dès 1941, sous l'impulsion du Generaloberst Heinz Guderian face à l'apparition des chars russes T-34 et KV-2, le Kwk 38 fut remplacé, sur les Panzer III à partir du modèle J/1,  par une version améliorée plus longue désignée 5-cm KwK 39 L/60, pouvant percer le bouclier frontal d'un T-34 à 100 m. Le KwK 39 tire des munitions plus longues et il est facile de le distinguer du KwK 38 de par son long tube. 
À partir de l'Automne 1942,  les KwK 38 déclassés furent recyclés en tant que batteries de fortification sur le mur de l'Atlantique soit en tant que Panzerstellung  (tourelle de char posée sur casemate de type Toubrouk) soit en étant posés sur un affut pivotant avec le rajout d'un bouclier, le tout dans un encuvement octogonal .

## Munitions et balistique
Le Kwk 38 peut tirer 2 type de munitions (anti blindage ou détonant) suivant les cibles : 
| Munition                            | Type                                                 | Description | Poids    | Vélocité  |
| ----------------------------------- | ---------------------------------------------------- | --- | -------- | --------- |
| 5-cm Panzergranate (PzGr. )         | Anti blindage                                        | | 2,18 kg  | 685 m/s   |
| 5-cm Panzergranate 1939 (PzGr.39 )  | Anti-blindage à pointe molle avec tête aérodynamique | Optimisé pour maximiser la vitesse de sortie et garder une forte puissance de pénétration en empêchant la désintégration de l'ogive à l'impact en ajoutant une pointe en métal plus mou. Comme ce genre de munition est instable en vol, on lui adjoint une pointe aérodynamique pour augmenter la portée et la précision | 2,06 kg  | 685 m/s   |
| 5-cm Panzergranate 1940 (PzGr.40 )  | Anti blindage composite rigide                       | Obus anti blindage à cœur de tungstène | 0,925 kg | 1 060 m/s |
| 5-cm Sprenggranate 1939 (Sprgr. 38) | Haut pouvoir explosif                                | Obus détonant | 1,82 kg  | 450 m/s   |

### Pouvoir de pénétration
| Munition | Type                                                 | Poids    | Vélocité  | Inclinaison | à 100 m | à 500 m | à 1 000 m | à 1 500 m | à 2 000 m | à 2 500 m |
| -------- | ---------------------------------------------------- | -------- | --------- | ----------- | ------- | ------- | --------- | --------- | --------- | --------- |
| PzGr.    | Antiblindage                                         | 2,18 kg  | 685 m/s   | 30°         | 53 mm   | 43 mm   | 32 mm     | 24 mm     | /         | /         |
| PzGr.39  | Anti-blindage à pointe molle avec tête aérodynamique | 2,06 kg  | 685 m/s   | 30°         | 55 mm   | 47 mm   | 37 mm     | 28 mm     | 22 mm     | /         |
| PzGr.40  | Obus anti blindage à cœur de tungstène               | 0,925 kg | 1 060 m/s | 30°         | 96 mm   | 55 mm   | /         | /         | /         | /         |

## Engagements
Mis en service avec les modèles F de Panzer III, le Kwk 38 L/42 servit sur les fronts français, africain et russe à partir de la deuxième moitié de 1940. Le Kwk 38  se révéla efficace sur les premières générations de char soviétiques tels que les T-26  mais fut  totalement inefficace contre les T-34  et KV avec leur bouclier frontal de 75 mm à 60°. 
Déclassé au profit du Kwk 39 L/60 à partir de 1942 pour être installé en position fixe le long du Mur de l'Atlantique, le KwK 38 prouva qu'il était encore un canon antichar efficace en détruisant un certain nombre de chars légers et moyen alliés tels que les M4 Sherman , M3 Stuart  et autres Tetrarch.

## Utilisateurs
Véhicules utilisant le 5-cm KampfWagenKanone 38 L/42
- Char moyen SdKfz.141 Panzerkampfwagen III Ausf. F
- Char moyen SdKfz.141 Panzerkampfwagen III Ausf. G
- Char moyen  SdKfz.141 Panzerkampfwagen III Ausf. G  mit Schachtellaufwerk
- Char moyen  SdKfz.141 Panzerkampfwagen III Ausf.  H
- Char moyen  SdKfz.141 Panzerkampfwagen III Ausf.  J
- Char de commandement  Panzerbefehlswagen III mit 5 cm Kwk 38 L/42

Fortifications utilisant le 5-cm KampfWagenKanone 38 L/42
- Casemate type Ringstand
- Casemate type Panzerstellung

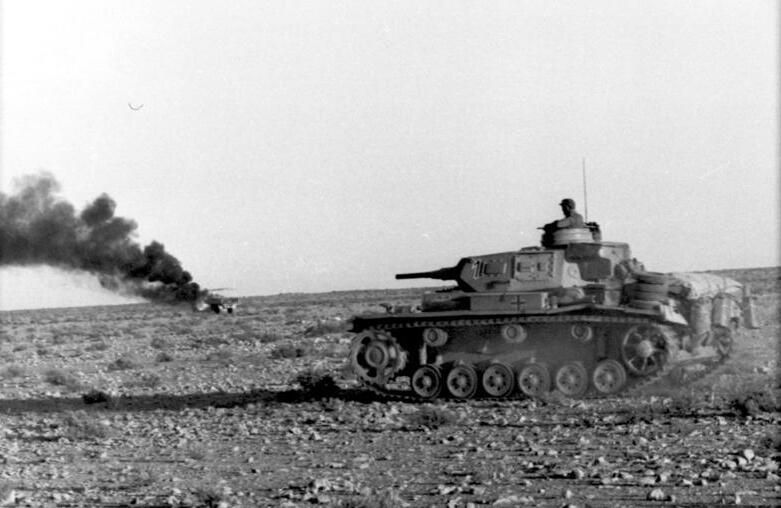
Panzer III avec un Kwk 38 sur le front africain passant devant un camion en feu (Afrique du nord, Avril 1941)
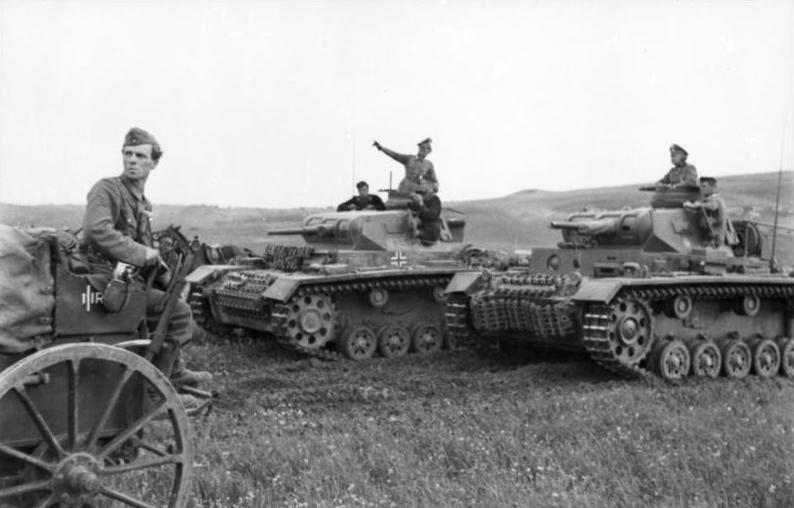
Chars de commandement Panzerbefehlswagen III (yougoslavie,1941)
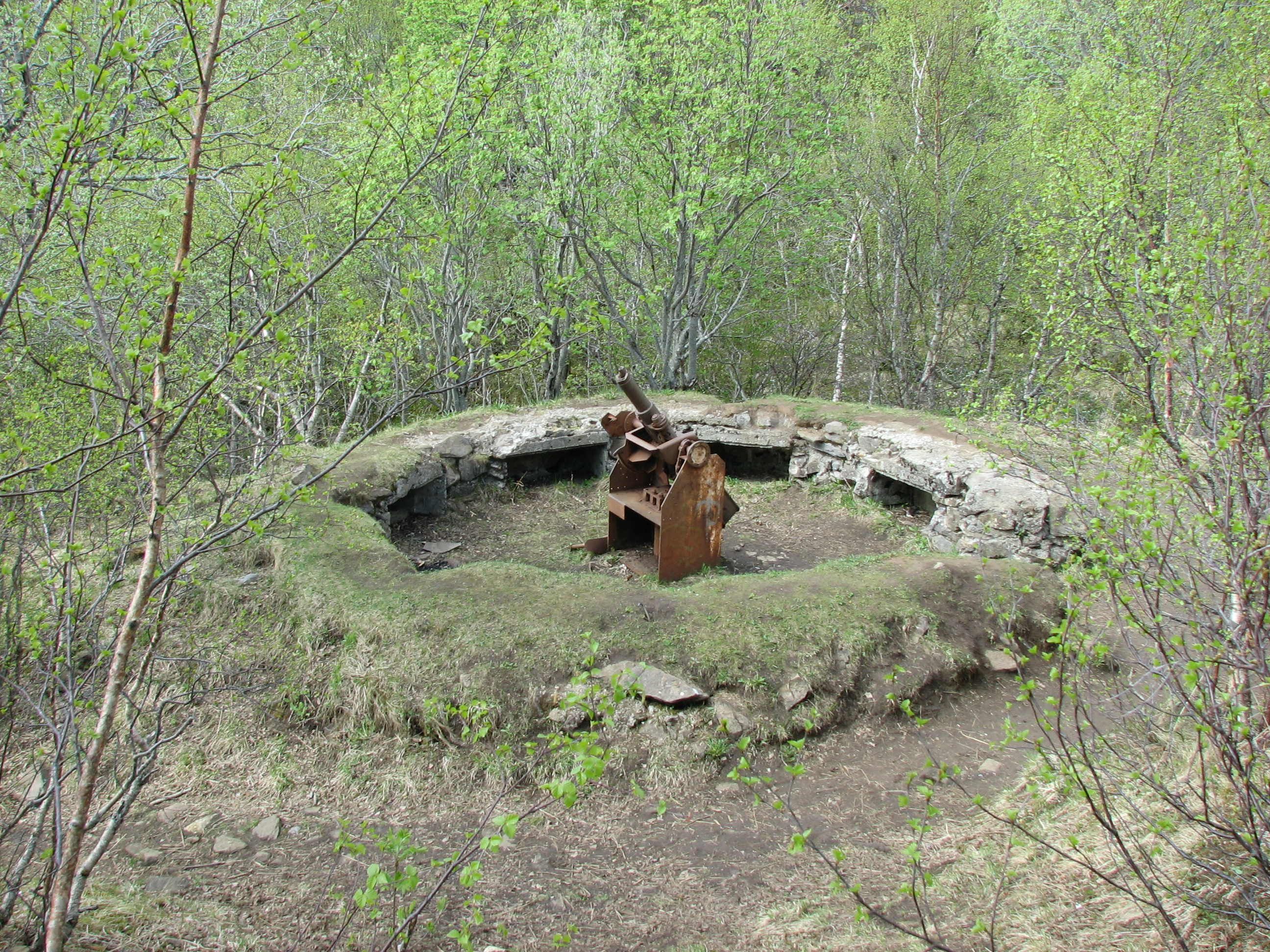
Vue actuelle d'un 5-cm KwK 38 avec encuvement sur la cote de Bodøsjøen (Norvège)
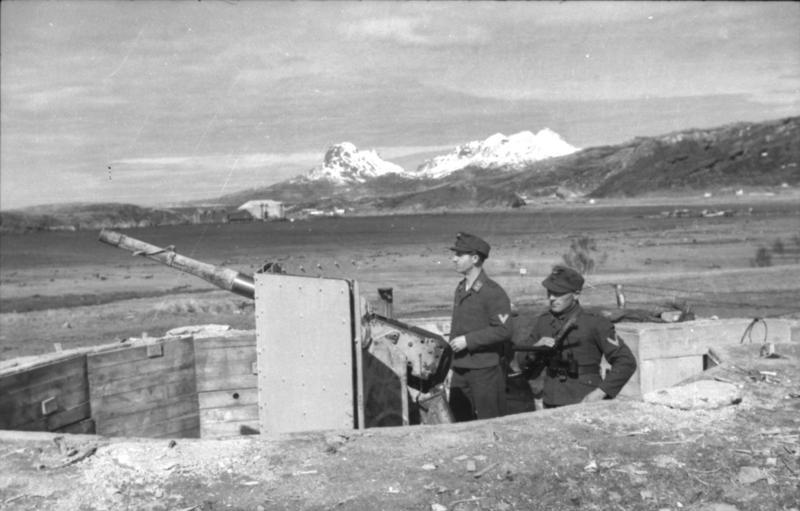
Soldats allemands avec leur KwK 38 surveillant l'entrée d'un Fjord près de Bodo (Norvège, 23 septembre 1943)
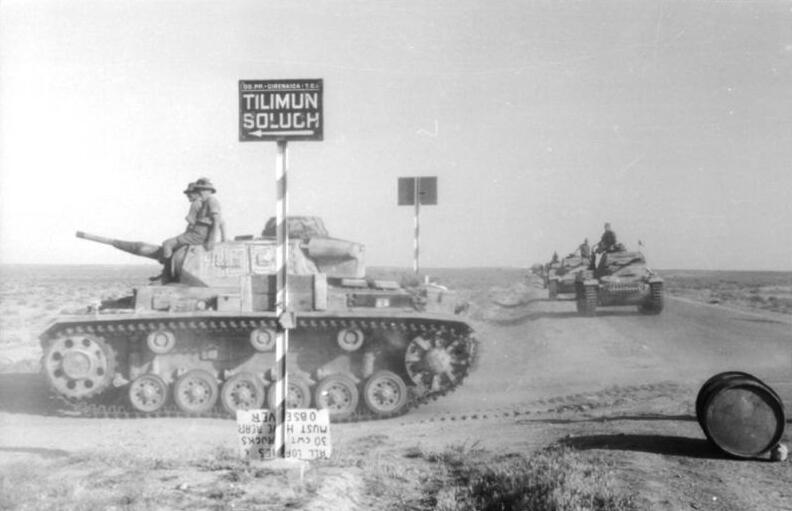
Visuellement, le tube du KwK 38 kurz (court) ne dépasse pas le châssis.
A titre de comparaison, profil d'un Panzer III L doté du canon long (lang) KwK 39 de 60 calibres.